# روز غراي
روز غراي (بالإنجليزية: Rose Gray)‏ هي طاهية وصاحبة مطعم وطباخة بريطانية، ولدت في 28 يناير 1939 في بيدفورد في المملكة المتحدة، وتوفيت في 28 فبراير 2010 في مرليبون في المملكة المتحدة بسبب سرطان الثدي.